# دونالد هنتر (لاعب كرة قدم)
دونالد هنتر (بالإنجليزية: Donald Hunter)‏ (10 مارس 1927 في المملكة المتحدة - 26 مارس 2008) هو لاعب كرة قدم بريطاني في مركز الدفاع. لعب مع نادي ساوثبورت وهدرسفيلد تاون ونادي هاليفاكس تاون.